# Antonín Fivébr
Antonín Fivébr (ur. 22 listopada 1888 w Pradze, zm. 26 lutego 1973 tamże) – czeski piłkarz, grający na pozycji pomocnika, trener piłkarski.

## Kariera piłkarska

### Kariera klubowa
W 1904 rozpoczął swoją karierę w klubie Staroměstský SK Olympia na pozycji napastnika, a po przybyciu w 1908 do Sparty Praga, zmienił na pozycję pomocnika, był jednym z kluczowych graczy w zespole. W klubie był znany jako nałogowy kolekcjoner egzotycznych ryb. W latach 1914–1918 grał w klubie Český Lev Pilzno, a później ponownie w Sparcie. W 1920 przeniósł się do włoskiej Brescii Calcio, gdzie początkowo łączył funkcje piłkarza i trenera, a później został trenerem tego klubu.

## Kariera trenerska
Jeszcze w Brescii Calcio rozpoczął pracę szkoleniową. W 1923 wyjechał do Hiszpanii aby stać się menadżerem w Valencia CF. Przez siedem lat trzy razu prowadził Valencię, z którą zdobył trzy regionalne mistrzostwa oraz wywalczył awans do La Liga na sezon 1931/1932. W międzyczasie pracował w innych hiszpańskich klubach: Elche CF, Real Oviedo, Levante UD i Real Murcia.
Pod koniec 1935 Fivébr razem z Francuzem Jules Limbeckem przybył do ZSRR w celu wymiany doświadczeń. Na początku 1936 został trenerem Spartaka Moskwa. Trenował Czerwono-Białych tylko przez dwa miesiące, a we wrześniu tego samego roku prowadził zespół Dinamo Leningrad. W 1937 pracował jako konsultant zespołów Stal Zaporoże i Stal Dniepropetrowsk, a w 1938 stanął na czele klubu Staliniec Moskwa.
Pod koniec 1938 powrócił do Czechosłowacji, gdzie trenował Viktorię Žižkov, Jednotę Koszyce oraz Kovosmalta Trnawa.
Fivébr zmarł w swoim rodzinnym mieście w Pradze w dniu 26 lutego 1973.

## Sukcesy i odznaczenia

### Sukcesy trenerskie
- mistrz Segunda División: 1931